# Family Tree (Black Stone Cherry)
Family Tree è il sesto album in studio del gruppo musicale southern rock statunitense Black Stone Cherry pubblicato il 20 aprile 2018 dall'etichetta musicale Mascot.

## Tracce
Testi e musiche di Black Stone Cherry.
1. Bad Habit – 3:15
2. Burnin' – 3:28
3. New Kinda Feelin' – 3:54
4. Carry Me On Down the Road – 4:34
5. My Last Breath – 4:18
6. Southern Fried Friday Night – 3:26
7. Dancin' in the Rain (feat. Warren Haynes) – 3:57
8. Ain't Nobody – 5:09
9. James Brown – 3:58
10. You Got the Blues – 4:09
11. I Need a Woman – 3:19
12. Get Me Over You – 4:32
13. Family Tree – 5:10
14. Love Someone (traccia bonus) – 3:47
15. Burnin' Love (traccia bonus) – 3:28

## Formazione
- Chris Robertson - voce, chitarra
- Ben Wells - chitarra
- Jon Lawhon - basso
- John Fred Young - batteria